# دائرة حمام النبايل
دائرة حمام النبائل هي إحدى دوائر ولاية قالمة الجزائرية.